# Georgi Ippolitowitsch Oppokow

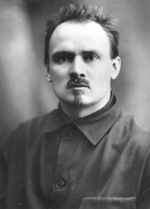
Georgi Oppokow (1930er Jahre)

Georgi Ippolitowitsch Oppokow (russisch Георгий Ипполитович Оппоков; * 24.jul. / 5. Februar 1888greg. in Saratow im Föderationskreis Wolga; † 30. Dezember 1938 in Moskau) war ein sowjetischer Politiker und erster Volkskommissar für Justiz nach der Oktoberrevolution.

## Biografie
Oppokow war der Sohn aus einer adeligen Familie in Saratow. Er studierte von 1906 bis 1910 an der Universität Sankt Petersburg. 1913 bestand er das Staatsexamen. 1903 trat er der Sozialdemokratischen Arbeiterpartei Russlands bei und war von 1907 bis 1908 Mitglied im Ausschuss für die regionale Moskauer Parteiorganisation. Er war ab 1909 bei den Bolschewiki Aktivist und Sekretär des Ausschusses für St. Petersburg. Er arbeitete für die Zeitungen New Life in St. Petersburg, die Wave in Saratow und die Struggle in Moskau sowie Schule und Leben in Saratow. 1910 verhaftet wurde er bis 1913 unter strenger polizeilicher Überwachung in Archangelsk interniert. Von 1916 bis Anfang 1917 war er wieder in Haft in einem Lager der Provinz Irkutsk. 1917 nahm er aktiv an der Führung bei der Februarrevolution 1917 und der Oktoberrevolution vom Smolny-Institut teil und sollte Mitglied in der Verfassunggebenden Versammlung werden. Ab Oktober 1917 war er erster Volkskommissar für Justiz im Rat der Volkskommissare in der Regierung unter Lenin.
Von 1918 bis 1921 und von 1929 bis 1931 war er Mitglied und stellvertretender Vorsitzender im Obersten Volkswirtschaftsrat. Von 1921 bis 1923 war er für die Brennstoffversorgung zuständig.
Von 1918 bis 1925 Kandidat und dann ab 1934 war er Mitglied im Zentralkomitee der KPdSU. 1931 bis 1933 war er beim Komitee für die Wirtschaftsplanung, der Gosplan, stellvertretender Vorsitzender. Von 1933 bis 1937 war er Mitglied im Präsidium der sowjetischen Kontrollkommission. Im Juni 1937 wurde er im Rahmen der Stalinschen Säuberungen verhaftet, verurteilt und im Dezember 1938 erschossen. Er wurde posthum 1956 rehabilitiert. Seine Frau wurde verhaftet und verbannt. Sie starb kurz nach ihrer Rehabilitation 1958 an den Folgen der schweren Folter.